# Літонія (Джорджія)
Літонія (англ. Lithonia) — місто (англ. city) в США, в окрузі Декальб штату Джорджія. Населення — 2662 особи (2020).

## Географія
Літонія розташована за координатами 33°42′47″ пн. ш. 84°6′21″ зх. д. / 33.71306° пн. ш. 84.10583° зх. д. (33.712938, -84.105877).  За даними Бюро перепису населення США в 2010 році місто мало площу 2,31 км², з яких 2,31 км² — суходіл та 0,00 км² — водойми.

## Демографія
Згідно з переписом 2010 року, у місті мешкали 1924 особи в 751 домогосподарстві у складі 471 родини. Густота населення становила 832 особи/км².  Було 892 помешкання (386/км²).
Расовий склад населення:
| - 85,2 % — чорних або афроамериканців - 10,4 % — білих - 0,2 % — азіатів - 0,1 % — корінних американців - 2,9 % — осіб інших рас |

До двох чи більше рас належало 1,4 %. Частка іспаномовних становила 5,8 % від усіх жителів.
За віковим діапазоном населення розподілялося таким чином: 31,3 % — особи молодші 18 років, 57,4 % — особи у віці 18—64 років, 11,3 % — особи у віці 65 років та старші. Медіана віку мешканця становила 30,5 року. На 100 осіб жіночої статі у місті припадало 79,5 чоловіків;  на 100 жінок у віці від 18 років та старших — 69,1 чоловіків також старших 18 років.
Середній дохід на одне домашнє господарство  становив 34 435 доларів США (медіана — 26 913), а середній дохід на одну сім'ю — 39 962 долари (медіана — 35 234). Медіана доходів становила 28 750 доларів для чоловіків та 27 316 доларів для жінок. За межею бідності перебувало 27,1 % осіб, у тому числі 46,5 % дітей у віці до 18 років та 16,6 % осіб у віці 65 років та старших.
Цивільне працевлаштоване населення становило 790 осіб. Основні галузі зайнятості: освіта, охорона здоров'я та соціальна допомога — 16,7 %, мистецтво, розваги та відпочинок — 11,4 %, роздрібна торгівля — 11,1 %.